# ألبرت جي. تومسون
ألبرت جي. تومسون (بالإنجليزية: Albert G. Thompson)‏ هو أكاديمي أمريكي، ولد في 5 ديسمبر 1928، وتوفي في 29 مايو 2016.